# STRC
Stereocilin là một loại protein ở người, được mã hóa bởi gen STRC.
Gen này mã hóa protein có liên quan đến vi nhung mao của tế bào lông cảm giác ở tai trong. Vi nhung mao có độ cứng, do vậy gọi là lông bất động, chịu tác động cơ học của sóng âm thanh. Gen này là một phần của đoạn lặp song song trên nhiễm sắc thể 15 (bản sao thứ hai là một gen giả). Đột biến gen gây ra điếc không do hội chứng (non-syndromic deafness) tự phát.